# Cody Rhodes e Goldust
Gold andStardust (usualmente referidos como "The Rhodes Brothers" ou "The Brotherhood") foi uma dupla de wrestling profissional que trabalhou na WWE. Eles foram campeões de Tag Team da WWE duas vezes, a primeira como Cody Rhodes and Goldust, e a segunda vez já estavam com o nome atual Gold and Stardust.

## História

### Formação e campeões de duplas
Goldust que estava um tempo fora da WWE, voltou no Royal Rumble sendo eliminado por seu irmão Cody Rhodes. No Raw de 2 de Setembro, Cody foi demitido por Triple H, após perder para o Campeão da WWE Randy Orton. No episódio de 9 de Setembro do Raw, Goldust tentou recuperar o emprego do seu irmão, lutando contra Randy Orton na luta onde se Goldust vencesse, seu irmão recuperaria o emprego, Goldust no entanto perdeu. No Raw da semana seguinte, o pai de Cody e Goldust, Dusty Rhodes, foi nocauteado por Big Show a mando de Stephanie McMahon após recusar escolher entre um dos dois para ser recontratado. No Raw de 23 de setembro, Cody e Goldust atacaram os membros da The Shield. No WWE Battleground, Goldust e Cody derrotaram Seth Rollins e Roman Reigns para serem recontratados. No Raw de 14 de outubro, Goldust e Cody derrotaram a Shield para conquistar o WWE Tag Team Championship após um nocaute de Big Show aos membros da The Shield. No Hell in a Cell, defenderam com sucesso seus títulos em uma triple threat tag team match que envolveu The Shield e The Usos. No Raw seguinte Cody e Goldust perderam uma Non-title match em uma tag team contra The Real Americans (Jack Swagger e Antonio Cesaro), após um Patriot Lock de Swagger em Goldust. No TLC: Tables, Ladders & Chairs, os Rhodes defenderam com sucesso seus títulos em uma luta fatal 4-way de eliminação contra The Real Americans (Jack Swagger e Antonio Cesaro), Ryback e Curtis Axel e Big Show e Rey Mysterio. No Raw seguinte, Cody e Goldust foram derrotados Rey Mysterio e Big Show.

### Perda de títulos e novamente Tag Team Champions (2014—2015)
No Royal Rumble, Cody e Goldust perderam seus títulos para New Age Outlaws (Billy Gunn e Road Dogg). Mais tarde naquele dia ambos participaram do Royal Rumble, Goldust sem querer eliminou Cody, mas Gold foi rapidamente eliminado. No dia seguinte, no Raw , eles fizeram sua revanche pelo título Tag Team, mais acabou em desqualificação quando Brock Lesnar atacou Rhodes e Gold. Assim, os Rhodes fizeram outra revanche pelo título, com os Outlaws vencendo a luta.
Gold e Rhodes se uniram com Rey Mysterio e desafiaram os Wyatt Family, tendo a Wyatt Family conseguido a vitória. Na Smackdown os Rhodes se juntaram com os Usos, e venceram RybAxel e os New Age Outlaws. No Pré Show do Elimination Chamber 2014 venceram RybAxel. Na Wrestlemania XXX ambos foram eliminados por Del Rio na Batalha em memória a André The Giant.Depois de rivalidades várias lutas e quase a separação dos Rhodes, Cody passou a se chamar Stardust e Goldust passou a chamar Gold e no Night Of Champions 2014 se tornaram mais uma vez Tag Team Champion em cima do Usos

## No wrestling
- Movimentos de finalização de Cody Rhodes
  - Cross Rhodes Spinning facebuster[6] - 2009-Presente
- Movimento de finalização de Stardust (Cody Rhodes)
  - Dark Matter[73] (Modified reverse STO)
  - Diamond Dust
- Movimentos de finalização de Goldust
  - Shattered Dreams/ Golden Globes (Soco nas partes baixas de um oponente pendurado na top rope)
  - Final Cut [7] (Swinging vertical suplex)[8] – 2007–presente
- Gerentes
  - Dusty Rhodes
- Temas de Entrada
  - Common Man Boogie" por J. Hart e J.J. Maguire (WWF/WWE; 1989–1991, 2006-presente) (Dusty Rhodes)
  - "Smoke & Gold" por Jim Johnston (21 de Outubro, 2013 - 4 de Agosto)
    - "Written in the Stars" ("Gold-Lust" Intro) por Jim Johnston (4 de Agosto, 2014 – 2015)

## Títulos e prêmios
- Pro Wrestling Illustrated

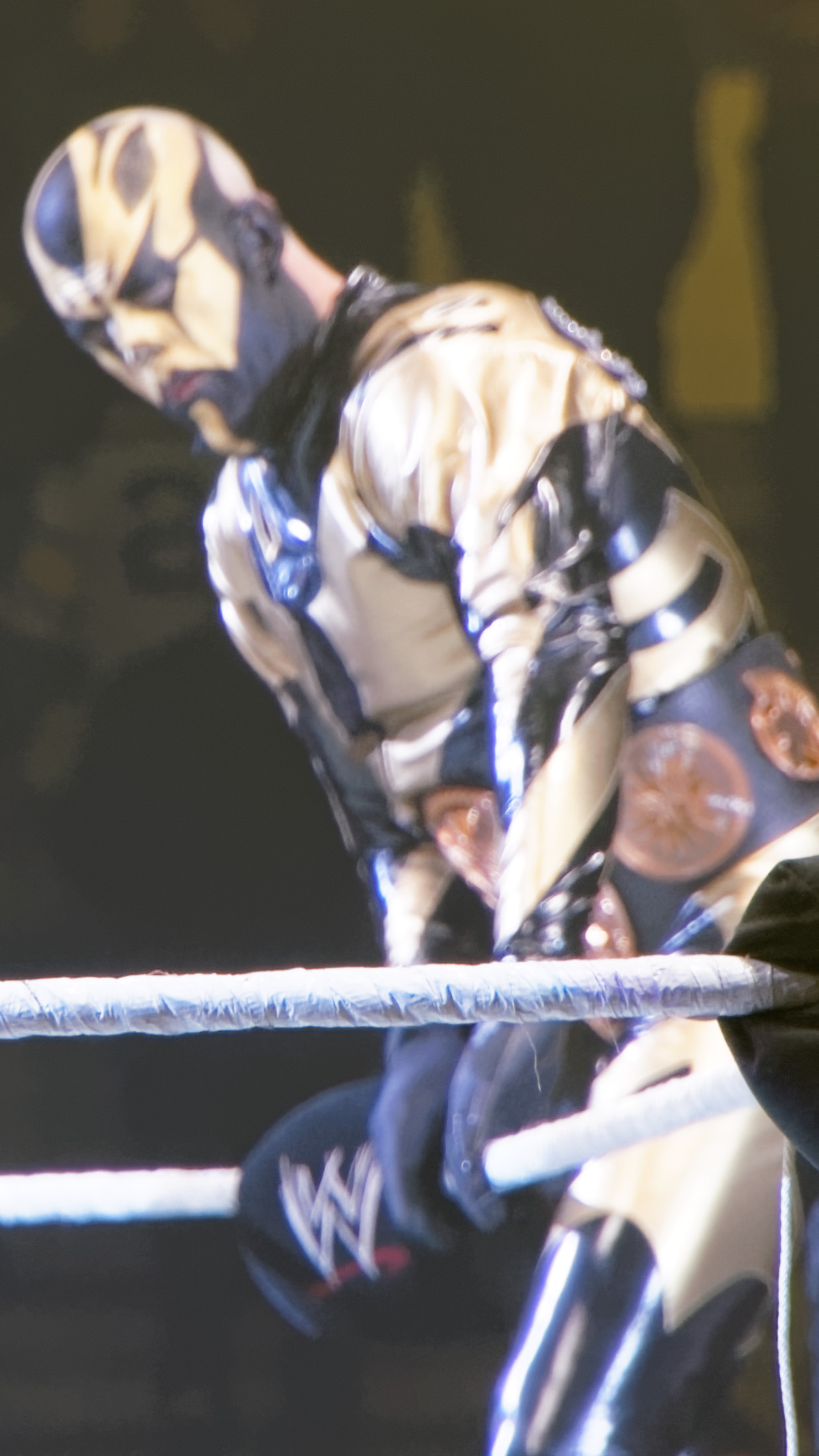
Goldust como Campeão de Duplas da WWE.

  - Comeback of the Year (2013) - Goldust
- WWE
  - WWE Tag Team Championship (2 vezes)
  - Slammy Award por "You Still Got It" (Melhor retorno) do Ano (2013) - Goldust
  - Slammy Award por Tag Team do Ano (2013) - Cody Rhodes e Goldust
  - Slammy Award por "Say What" Frase do Ano - Dusty Rhodes